# BNT 1
BNT 1 (БНТ 1) è una rete televisiva pubblica bulgara fondata nel 1959, le cui trasmissioni sono iniziata il 26 dicembre dello stesso anno. La sede del canale si trova a Sofia, Bulgaria. BNT 1 è gestita da Bulgarska Nacionalna Televizija.
Quando è stato inizialmente lanciato, il canale era chiamato semplicemente Bălgarska Televizija (Българска телевизия), dato che era l'unico canale televisivo della nazione. Quando un secondo canale è stato lanciato nel 1974, è stato ribattezzato Părva programa (Първа програма), ed in seguito "BT 1" (БТ 1) (con BT che fa ancora riferimento a Bălgarska Televizija).
Nel 1991, BT 1 e BT 2 sono stati oggetto di una specifica ristrutturazione grafica, e sono stati ribattezzati Kanal 1 (Канал 1) e Efir 2 (Ефир 2). In questo periodo, al canale viene fatto riferimento con il nome Kanal 1 na BNT (Канал 1 на БНТ), per rendere chiaro che fosse di proprietà di BNT. Il 4 settembre 2008 Kanal 1 na BNT ha cambiato il proprio nome un'altra volta, questa volta in "BNT 1" nel tentativo di standardizzare i nomi di tutti i canali di BNT.